# 布拉瓦島縣
布拉瓦島縣是西非島國佛得角的22個縣之一，位於背風群島的布拉瓦島，首府設於新辛特拉，面積67平方公里，主要經濟活動有捕鯨業、農業、漁業和旅遊業，2010年人口6,043。